# 蕭慈氏奴
蕭慈氏奴（999年—1049年），字宁隐。辽国外戚。萧惠长子。
太平初年，因家族关系任职祗候郎君。皇上爱其勤慎，升任闸撒狘，加右监门卫上将军。
辽国西部边界不太平，蕭慈氏奴任西北路招讨都监，领保大军节度使。由于他恩威并施，有政绩，所以各部都听他的，因此为殿前副点检，后任乌古敌烈部详稳。重熙十八年（1049年），辽国征李谅祚，蕭慈氏奴为统军都监，与西北路招讨使耶律敌鲁古率蕃部诸军由北路到凉州，农历十月在贺兰山俘虏李谅祚亲属。西夏三千军队据险以守，双方交战，蕭慈氏奴中流箭逝世，享年虚岁五十一，追认中书门下平章事。

## 家属
弟弟蕭兀古匿，最高职务北府宰相。